# تومان (فیلم)
تومان فیلمی به کارگردانی و نویسندگی مرتضی فرشباف و تهیه‌کنندگی سعید سعدی محصول سال ۱۳۹۷ است.
این فیلم در بخش سودای سیمرغ سی و هشتمین دوره جشنواره فیلم فجر حضور یافت و برندهٔ جایزهٔ «بهترین فیلمبرداری» از این جشنواره شد.

## درونمایه
داستان این فیلم دربارهٔ یک سال از زندگی فردی است که از راه قمار اسب و فوتبال تلاش می‌کند یک شبه طبقه اجتماعی خود را تغییر دهد.

## خلاصه داستان
داستان این فیلم در چهار فصل رخ می‌دهد:
بهار: داوود (میرسعید مولویان) کارگر یک کارخانهٔ تولید لبنیات در گنبد کاووس است. او یادگیری شرط‌بندی را از سرمایه‌گذاری روی کارت‌های توتو-برای پیش‌بینی نتایج فوتبال- آغاز می‌کند و پس از مدتی به استعداد خود در پیش‌بینی نتایج پی می‌برد. همین اتفاق باعث می‌شود که او در همراهی با دوستانش عزیز (مجتبی پیرزاده)، یونس (ایمان صیادبرهانی)، محمد (سجاد بابایی)، علی (حامد نجابت)-و نامزدش آیلین (پردیس احمدیه)- کار را رها کرده و زندگی خود را صرف شرط‌بندی کنند.
تابستان: داوود و دوستانش سطح شرط‌بندی‌های خود را بالا برده و با سودهای به دست آمده از شرط‌بندی‌های پیشین یک خانه می‌سازند.
پاییز: یونس-که سوارکار مسابقات اسب‌دوانی است- در شرف یک شرط‌بندی سخت قرار می‌گیرد. بین داوود، آیلین و عزیز اختلافاتی صورت می‌گیرد. داوود تصمیم می‌گیرد روی مسابقات اسب‌دوانی شرط‌بندی کند.
زمستان: داوود پس از چند باخت جدی، تصمیم می‌گیرد که به تهران کوچ کند…

## بازیگران
- میرسعید مولویان در نقش داوود
- مجتبی پیرزاده در نقش عزیز، برادر یونس
- پردیس احمدیه در نقش آیلین، نامزد داوود
- ایمان صیاد برهانی در نقش یونس، برادر عزیز
- حامد نجابت در نقش علی، همخانهٔ داوود، یونس، محمد و عزیز
- سجاد بابایی در نقش محمد، همخانهٔ داوود، یونس، عزیز و علی[۵]

## موسیقی متن
موسیقی متن این فیلم را محمدرضا حیدری ساخته‌است. ترانهٔ تیتراژ آغازین فیلم از آثار سلدا باعجان انتخاب شده‌است و ترانهٔ تیتراژ پایانی فیلم، قطعه‌ای به نام «لوسی» است، ساختهٔ گروه او و دوستانش.

## جوایز

### سی و هشتمین دوره جشنواره فیلم فجر
| بخش                        | نامزد                     | نتیجه    |
| -------------------------- | ------------------------- | -------- |
| بهترین کارگردانی           | مرتضی فرشباف              | نامزدشده |
| بهترین بازیگر نقش اول مرد  | میرسعید مولویان           | نامزدشده |
| بهترین بازیگر نقش مکمل مرد | مجتبی پیرزاده             | نامزدشده |
| بهترین فیلم‌برداری          | مرتضی نجفی                | برنده    |
| بهترین صدابردار و صداگذار  | رشید دانشمند و امین شریفی | نامزدشده |

### بیست و یکمین جشن حافظ[۶]
| بخش                       | نامزد           | نتیجه    |
| ------------------------- | --------------- | -------- |
| بهترین کارگردانی          | مرتضی فرشباف    | نامزدشده |
| بهترین فیلمنامه           | مرتضی فرشباف    | نامزدشده |
| بهترین بازیگر نقش اول مرد | میرسعید مولویان | نامزدشده |
| بهترین بازیگر نقش اول زن  | پردیس احمدیه    | برنده    |
| بهترین تدوین              | مهدی سعدی       | نامزدشده |
| بهترین فیلم‌برداری         | مرتضی نجفی      | برنده    |